# Arrest Baris/Riezenkamp
Baris/Riezenkamp is een belangrijk arrest van de Nederlandse Hoge Raad (HR 15 november 1957, NJ 1958/67) dat als uitgangspunt heeft gediend voor de verdere ontwikkeling van twee belangrijke leerstukken in het overeenkomstenrecht, nl. (1) de precontractuele fase en (2) dwaling als rechtsgrond voor de vernietigbaarheid van een overeenkomst.

## Feitelijke toedracht
Riezenkamp wil een bedrijf voor de fabricage van bromfietsmotoren beginnen en koopt van Baris voor  110.000 gulden een partij onderdelen, materialen en gereedschappen waarmee hij bromfietsmotoren zou kunnen maken. In tweede instantie weigert hij echter het geld te betalen en de goederen af te nemen. Baris eist de ontbinding van de overeenkomst met de bijbehorende schadevergoeding. Riezenkamp beroept zich (in hoger beroep) op dwaling als grond voor vernietiging van de overeenkomst. Baris had hem namelijk ten tijde van de onderhandelingen verteld dat de fabricagekosten van een bromfietsmotor 135 gulden zouden zijn, terwijl dit in werkelijkheid (ten minste) 230 gulden blijkt te zijn.

## Rechtsvraag
Is een beroep op dwaling gerechtvaardigd?

## Procesgang
De rechtbank heeft de vordering van Baris toegewezen. Dit vonnis is in hoger beroep door het hof vernietigd en de vordering van Baris afgewezen. De Hoge Raad heeft het cassatieberoep van Baris verworpen. Riezenkamp is dus in het gelijk gesteld.

### Rechtbank en hof
Bij de rechtbank had Riezenkamp als verweer dat de koop onder voorwaarde zou zijn gesloten. Dat verweer is niet gehonoreerd. Bij het hof had Riezenkamp tevens als verweer: wanprestatie, bedrog en dwaling in de zelfstandigheid van de zaak. In het vervolg is alleen het beroep op dwaling van belang. De rest is met weinig woorden door het hof van tafel geveegd.
Riezenkamp beroept zich op dwaling omdat Baris een te laag bedrag genoemd heeft als kostprijs van de hulpmotor. Baris stelt dat, omdat Riezenkamp zelf niet voldoende onderzoek heeft gedaan naar de kostprijs, de dwaling niet verschoonbaar is, dat wil zeggen: aan Riezenkamp te verwijten in de zin van het huidige artikel 6:228 lid 2 BW.

### Hoge Raad
De Hoge Raad oordeelt dat de wet niet expliciet vereist dat voor een geslaagd beroep op dwaling moet komen vast te staan dat de dwaling verschoonbaar is. Toch brengen redelijkheid en billijkheid mee dat partijen die met elkaar onderhandelen ook rekening moeten houden met de belangen van de tegenpartij (het causabeginsel). Daarom berust er in beginsel op beide partijen een zekere onderzoeksplicht:

dat (...) partijen, door in onderhandeling te treden over het sluiten van een overeenkomst, tot elkaar komen te staan in een bijzondere, door de goede trouw beheerste, rechtsverhouding, medebrengende dat zij hun gedrag mede moeten laten bepalen door de gerechtvaardigde belangen van de wederpartij;
dat dit onder meer medebrengt, dat voor degene die overweegt een overeenkomst aan te gaan, tegenover de wederpartij een gehoudenheid bestaat om binnen redelijke grenzen maatregelen te nemen om te voorkomen dat hij onder den invloed van onjuiste veronderstellingen zijn toestemming geeft, de omvang van welke gehoudenheid mede hierdoor wordt bepaald, dat men in den regel mag afgaan op de juistheid van de door de wederpartij gedane mededelingen;

In het onderhavige geval werd genoemde onderzoeksplicht echter begrensd door de mededelingen die van de kant van Baris gedaan waren en waarop Riezenkamp mocht vertrouwen. Derhalve heeft Riezenkamp verschoonbaar gedwaald. Verder stelt de Hoge Raad vast dat een dergelijk beroep op dwaling ook als verweer tegen een vordering van de wederpartij kan gelden.